# نترتة
النترتة عملية كيميائية تجرى لإضافة مجموعة نترو لمركب كيميائي.
من أمثلة عمليات النترتة تحويل الغليسيرين إلى نترو الغليسيرين وتحويل التولوين إلى ثلاثي نترو التولوين. كعامل منترت للتفاعلين السابقين يستخدم حمض النتريك وحمض الكبريتيك.

## النترتة العطرية
يتم نترتة المركبات العطرية بآلية تفاعل الاستبدال العطري المحب للإلكترونات حيث يتحد أيون نتريت مع حلقة البنزين الغنية بالإلكترونات.
تشكل أيون النترونيوم (الإلكتروفيل) من حمضي النتريك والكبريتيك والتفاعلات اللاحقة موضحة بالشكل أدناه:
طرحت آليات تفاعل مغايرة لتفسير خطوات التفاعل، تضمنت إحداها انتقال الإلكترون الوحيد single electron transfer (SET).

## كواشف منترتة
من الكواشف المستخدمة في عملية النترتة مركب رباعي فلوروبورات النترونيوم، الذي يستخدم في عملية نترتة البنزين إلى نتروبنزين؛ وكذلك في الحصول على نتروالبيريدين بإجراء التفاعل على على 6,2-ثنائي برومو البيريدين، ثمّ بإزالة ذرّات البروم.

## اقرأ أيضا
- نتريت
- نترات
- نترجة (كيمياء)